# Doremus Bennerman
Doremus Tremayne Bennerman (Bridgeport, 5 luglio 1972) è un ex cestista statunitense naturalizzato svedese.

## Palmarès
- MVP National Invitation Tournament (1994)